# Kaupanger

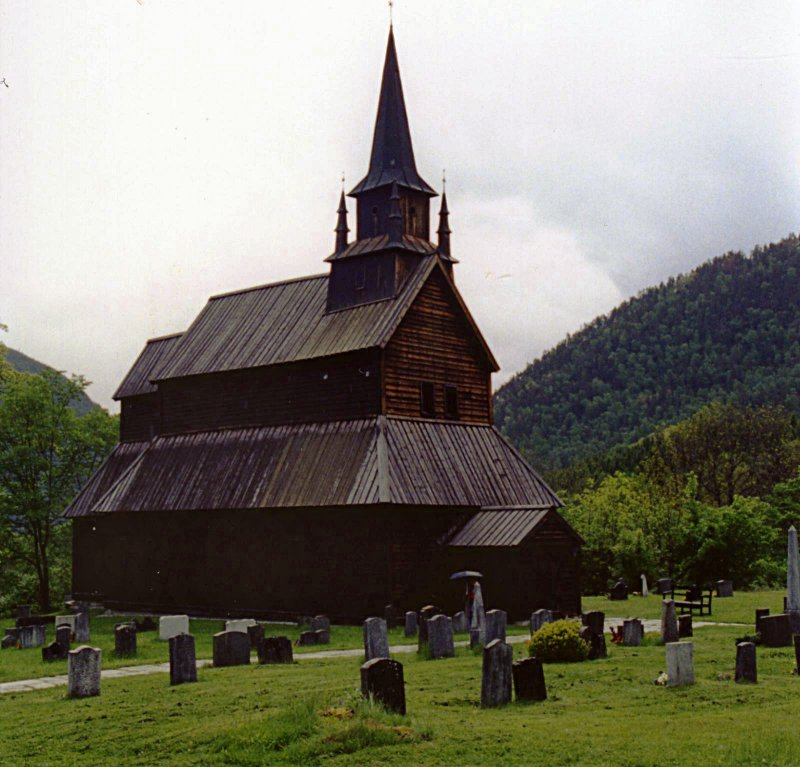
Stabkirche von Kaupanger

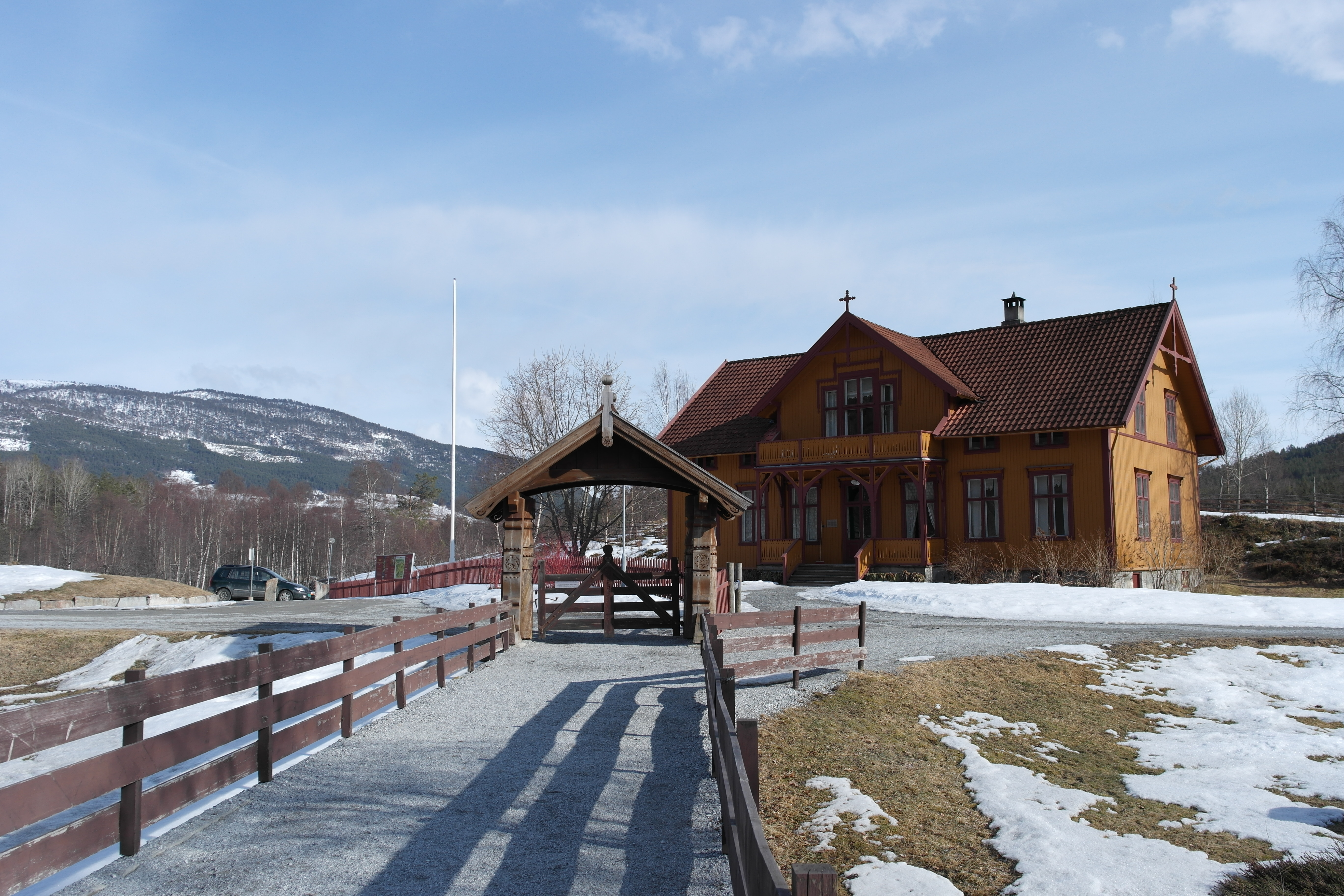
Sogn Folkemuseum

Kaupanger ist ein norwegisches Dorf mit 825 Einwohnern. Es liegt in der Amla-Bucht am Sognefjord zwischen Lærdal und Sogndal.

## Geschichte
Im frühen Mittelalter befand sich an gleicher Stelle ein Marktplatz (kaupang „Handelsplatz“), der sich zur ersten Stadt Westnorwegens entwickelte. Im Jahre 1184 wurde Kaupanger jedoch vom König Sverre völlig zerstört, nachdem sich die Einwohner geweigert hatten, für seinen Stellvertreter Magnus ein kostenloses Fest zu veranstalten.

## Sehenswürdigkeiten
Wichtigste Sehenswürdigkeit der Stadt ist die Stabkirche Kaupanger, die um 1200 errichtet wurde und damit die drittälteste Stabkirche Norwegens ist. Wegen der Vertäfelung aus dem 17. Jh. und aufgrund von Renovierungsmaßnahmen im Jahre 1862 lässt sich von außen der Charakter einer Stabkirche nur noch schwer erkennen, im Innenraum zeigen jedoch 20 Holzpfeiler den ursprünglichen Aufbau.
Des Weiteren befindet sich in der Stadt das Sogn Fjord-Museum mit alten Booten und Fischereiwerkzeug, sowie das Sogn Folke-Museum, einem sehenswerten Freilichtmuseum mit 35 original eingerichteten Häusern aus vier Jahrhunderten norwegischer Geschichte.